# PANOSE
PANOSE (anche noto come Panose-1) è un sistema di classificazione dei tipi di carattere. Utilizzato da Microsoft per la classificazione dei font TrueType, è presente come attributo in alcune versioni degli standard SVG e CSS. Il sistema utilizza dieci valori numerici per descrivere matematicamente caratteristiche quali il peso, la proporzionalità o l'altezza della x.
Concepito nel 1982 da Benjamin Bauermeister, PANOSE è stato descritto per la prima volta nel 1988 in un volume pubblicato da Van Nostrand Reinhold, denominato Red Book. In seguito alla fondazione di ElseWare da parte di Bauermeister, nel 1992 venne pubblicato il Gray Book contenente le specifiche tecniche di Panose-1. Dal 1995 Hewlett-Packard detiene i diritti su PANOSE.